# NGC 5599
NGC 5599 је спирална галаксија у сазвежђу Девица која се налази на NGC листи објеката дубоког неба.
Деклинација објекта је + 6° 34' 32" а ректасцензија 14h 23m 50,6s. Привидна величина (магнитуда) објекта NGC 5599 износи 13,8 а фотографска магнитуда 14,6. Налази се на удаљености од 83,117 милиона парсека од Сунца. NGC 5599 је још познат и под ознакама UGC 9218, MCG 1-37-10, CGCG 47-30, IRAS 14213+0647, PGC 51423.